# Pivonice (Bystřice nad Pernštejnem)

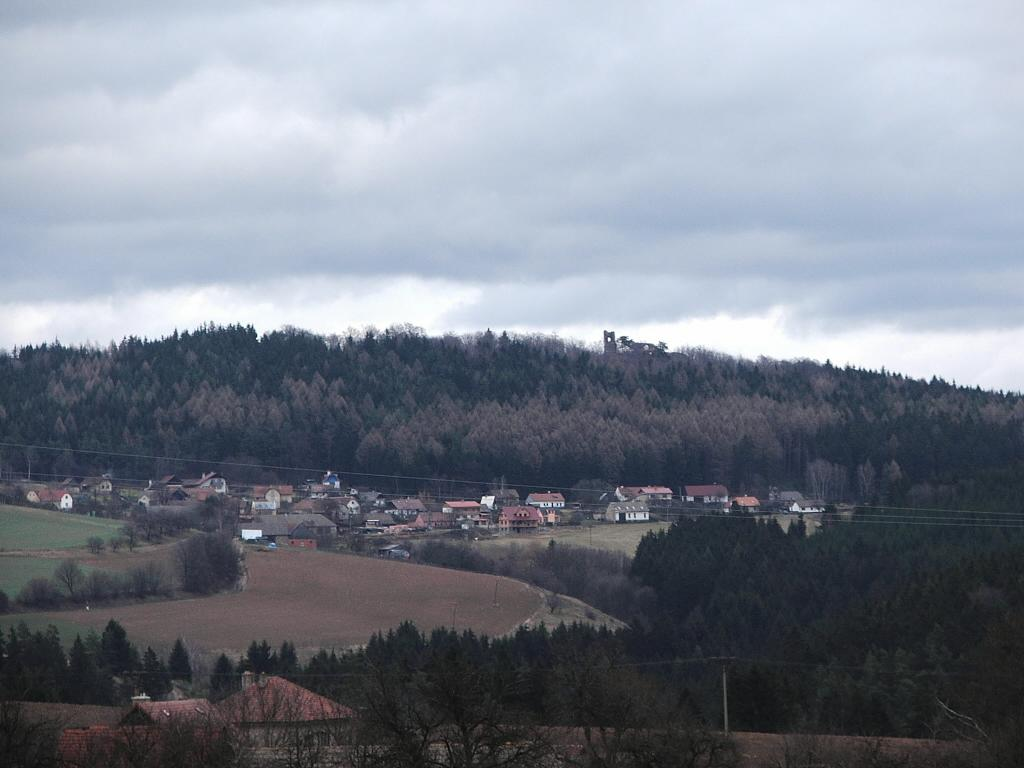
Blick von Dvořiště über das Tal der Bystřice auf Pivonice, im Hintergrund die Ruine Zubštejn

Pivonice (deutsch Piwonitz) ist ein Ortsteil der Stadt Bystřice nad Pernštejnem in Tschechien. Er liegt vier Kilometer nordöstlich von Bystřice nad Pernštejnem und gehört zum Okres Žďár nad Sázavou. Das Dorf befindet sich im Dreieck der Burgruinen Pyšolec, Zubštejn und Aueršperk.

## Geographie
Pivonice befindet sich von den Bergen der Nedvědická vrchovina in der Böhmisch-Mährischen Höhe und gehört zum Naturpark Svratecká hornatina. Das Dorf liegt rechtsseitig über dem Tal der Bystřice am Fuße der Burgruine Zubštejn. Östlich erhebt sich der Zubrštejn (Zuberstein, 687 m) und im Südosten die Jahodná (586 m).
Nachbarorte sind Hrdá Ves und Vír im Norden, Kobylnice im Nordosten, Koroužné im Osten, Švařec und Borovec im Südosten, Kozlov im Süden, Lesoňovice im Südwesten, Dvořiště im Westen sowie Jitřenka, Ždánice und Karasín im Nordwesten.

## Geschichte
Die erste Erwähnung des zu den Zubsteiner Gütern gehörigen Dorfes erfolgte im Jahre 1358. Später wurde das Dorf an die Herrschaft Pysselecz angeschlossen und kam nach der Zerstörung der Burg während des böhmisch-ungarischen Thronfolgekrieges zum Ende des 15. Jahrhunderts zur Herrschaft Bystřice.
Nach der Aufhebung der Patrimonialherrschaften bildete Pivonice ab 1850 eine Gemeinde im Bezirk Neustadtl. 1949 kam die Gemeinde zum Okres Bystřice nad Pernštejnem. Mit Beginn des Jahres 1961 wurde Pivonice nach Lesoňovice eingemeindet und zugleich dem Okres Žďár nad Sázavou zugeordnet. Seit 1980 ist Pivonice ein Ortsteil von Bystřice nad Pernštejnem. 1991 hatte der Ort 63 Einwohner. Im Jahre 2001 bestand das Dorf aus 37 Wohnhäusern, in denen 75 Menschen lebten.

## Sehenswürdigkeiten
- Burgruine Pyšolec (Pysselecz), nordöstlich des Dorfes
- Burgruine Zubštejn (Zubstein), auch Zubrštejn (Zuberstein), östlich des Ortes
- Burgruine Aueršperk (Auersperg), nordwestlich des Ortes
- Kapelle der hl. Anna, die am Dorfplatz befindliche Kapelle entstand im 13. Jahrhundert. Ihre heutige Gestalt erhielt sie beim Umbau von 1771.
- Marmorkreuz, an der Kapelle, aufgestellt 1871

## Söhne und Töchter der Gemeinde
- Antonín Štourač (1888–1944), kommunistischer Politiker und Abgeordneter
- Josef Kšica (1926–2001), Komponist und Kapellmeister